# Anilocra guinensis
Anilocra guinensis är en kräftdjursart som beskrevs av Carl Erik Alexander Bovallius 1887. Anilocra guinensis ingår i släktet Anilocra och familjen Cymothoidae. Inga underarter finns listade i Catalogue of Life.